# Paweł Piotrowski (muzyk)
Paweł Marek „Pablo” Piotrowski (ur. 15 sierpnia 1966) – polski muzyk, kompozytor, realizator dźwięku. Członek zespołów: Dezerter (1985–1993), Armia (1993–1998, 2011–2014), Zgoda (1991–1992).

## Dyskografia
Dezerter
- 1988: Kolaboracja[2]
- 1989: Kolaboracja II
- 1990: Wszyscy przeciwko wszystkim
- 1992: Blasfemia

Armia
- 1994: Triodante
- 1997: Duch

Zgoda
- 1992: Zgoda